# Austroassiminea letha
Austroassiminea letha é uma espécie de gastrópode  da família Assimineidae.
É endémica da Austrália.